# 喬治·洛迪格斯
喬治·洛迪格斯（英語：George Loddiges，1786年3月12日—1846年5月5日）是一名英國園藝師、藝術家和博物學家。他曾在其父創立的苗圃工作，並在苗圃自己的期刊《植物內閣》（Botanical Cabinet）中為近2,000種植物製作插圖，該期刊於1817年至1833年間出版。他還計劃出版一本關於蜂鳥的書，但這本書沒有出版。叉拍尾蜂鳥屬（Loddigesia）以他的名字命名。
洛迪格斯出生於米德爾塞克斯哈克尼。有些人認為他的出生日期是1786年3月12日，而其他資料則認為是1784年。他是約阿希姆·康拉德·洛迪格斯（Joachim Conrad Loddiges）和莎拉·奧爾多斯（Sarah Aldous）的兒子。約阿希姆·洛迪格斯是一位德國出生的苗圃管理員，他創辦了Conrad Loddiges and Sons公司，這是19世紀最大的苗圃之一。喬治和他的兄弟威廉（William）一起，也接受了植物貿易和苗圃管理方面的訓練。他們家族管理著專門的溫室和一個9種熱帶植物的植物園，並以收藏棕櫚樹和蘭花而知名。喬治·洛迪格斯參與了1839-40年艾伯尼公園墓地花園的建立。洛迪格斯與來自世界各地的植物收集者以及植物學家合作。休·庫明是他們的收藏家之一，納撒尼爾·巴格肖·沃德則是他們的朋友。有幾種植物是以洛迪格斯家族成員的名字命名的。
洛迪格斯是倫敦林奈學會、皇家園藝學會和皇家顯微學會的理事會成員。他收藏了200種蜂鳥，1933年被大英博物館收購。他曾計劃出版一本關於蜂鳥的書。
他於1811年與簡·克萊頓（Jane Creighton）結婚，育有一子康拉德（Conrad）和兩個女兒，其中一個女兒嫁給了藝術家愛德華·威廉·庫克。洛迪格斯死於哈克尼，並被葬於哈克尼聖約翰公墓（St John-at-Hackney）。苗圃由他的兒子康拉德接管。

## 外部連結
- The Botanical Cabinet